# В стиле Джейн
«В стиле Джейн» (англ. Jane By Design) — комедийно-драматический сериал, выпущенный в 2011 году по идее Гэвина Полона, который снял историю шестнадцатилетней девушки Джейн, удачно устроившейся на работу в престижную модную компанию «Донован Деккер». Шоу было закрыто после одного сезона в августе 2012 года.

## Сюжет
Сюжет сериала «В стиле Джейн» рассказывает о жизни шестнадцатилетней девушки по имени Джейн Куимби, которую случайно приняли на работу в престижную модную компанию, торгующую в розницу, в качестве помощника начальника. Девушке-подростку удаётся тайно совмещать учебу в школе с серьёзным делом — помогать влиятельному шефу в безжалостном модном бизнесе.

## Главные герои
| Актёры                | Роли                                             |
| --------------------- | ------------------------------------------------ |
| Эрика Дашер           | Джейн Квимби                                     |
| Ник Ру                | Билли Натор (лучший друг Джейн)                  |
| Роули Деннис          | Джереми Джонс (бывший дизайнер «Донован Деккер») |
| Дэвид Клейтон Роджерс | Бен Квимби                                       |
| Индия де Бефорт       | Индия Джордан (соперница Грей)                   |
| Меган Тэнди           | Лулу Поуп (бывшая девушка Билли)                 |
| Мэттью Эткинсон       | Ник Фадден                                       |
| Энди Макдауэлл        | Грей Чендлер Мюррей                              |
| Брайан Декарт         | Элай Чандлер                                     |

### Второстепенные герои и приглашенные звёзды
- Нина Гарсье — играет саму себя
- Тери Хатчер — Кейт Квимби
- Керин Мур — Харпер
- Роб Майес — Томми Натор
- Тодд Гриннелл — Мистер Хантер
- Кристофер Б. Дункан — Судья Бэнтли Поп
- Брук Лайонс — Бёрди
- Одед Фер — Бо Бронн
- Дэвид Голдман — Проректор Дженкинс
- Космо Волски — Сэм
- Йос Вирамонтес — Майкл
- Тодд Шерри — Трой Брэндон
- Патриция Филд — играет саму себя
- Стефано Тончи — играет самого себя
- Хартли Сойер — Брэд
- Нанетт Лепор — играет саму себя
- Сара Хестер — Эшли
- Мария Боннер — Ксандра
- Кристос Гаркинос — играет самого себя
- Камерон Сильвер — играет самого себя
- Лили Симмонс — Пайпер Грейс
- Роуз Аподака — играет саму себя
- Бетси Джонсон — играет саму себя
- Эми Эстли — играет саму себя
- Полина Поризкова — играет саму себя
- Брэндон Холли — играет самого себя
- Бут Мур — играет саму себя
- Райли Чай — Кэйтлин
- Кристиан Сириано — играет самого себя
- Келли Осборн — играет саму себя